# Ariane Toro
Ariane Toro Soler (Bilbao, 10 de julio de 2003) es una deportista española que compite en judo. Es hija de los judocas olímpicos Yolanda Soler y José Toro.
Ganó dos medallas de bronce en el Campeonato Europeo de Judo, en los años 2024 y 2025, ambas en la categoría de –52 kg.
Participó en los Juegos Olímpicos de París 2024, ocupando el decimoséptimo lugar en la categoría de –52 kg y el noveno en el equipo mixto.
Actualmente se sitúa en el top 20 de las mejores judocas del ranking mundial en su categoría, después de encarrilar varias medallas en Grand Slam y Grand Prix de la IJF.

## Palmarés nacional
| Campeonato Nacional de España | Campeonato Nacional de España | Campeonato Nacional de España | Campeonato Nacional de España |
| Año                           | Lugar                         | Medalla                       | Categoría                     |
| ----------------------------- | ----------------------------- | ----------------------------- | ----------------------------- |
| 2022                          | Madrid (España)               | Medalla de plata              | –52 kg                        |
| 2021                          | Madrid (España)               | Medalla de bronce             | –52 kg                        |

## Palmarés internacional
| Campeonato Europeo | Campeonato Europeo     | Campeonato Europeo | Campeonato Europeo |
| Año                | Lugar                  | Medalla            | Categoría          |
| ------------------ | ---------------------- | ------------------ | ------------------ |
| 2024               | Zagreb (Croacia)       | Medalla de bronce  | –52 kg             |
| 2025               | Podgorica (Montenegro) | Medalla de bronce  | –52 kg             |
| Grand Slam         |                        |                    |                    |
| Año                | Lugar                  | Medalla            | Categoría          |
| 2025               | Tiblisi (Georgia)      | Medalla de bronce  | -52 Kg             |
| 2025               | Paris (Francia)        | 7ª                 | -52 Kg             |
| 2024               | Tiblisi (Georgia)      | Medalla de oro     | -52 Kg             |
| 2024               | Baku (Azerbayán)       | Medalla de bronce  | -52 Kg             |
| 2024               | Paris (Francia)        | Medalla de bronce  | -52 Kg             |
| Grand Prix         |                        |                    |                    |
| Año                | Lugar                  | Medalla            | Categoría          |
| 2025               | Linz (Upper Austria)   | Medalla de bronce  | -52 Kg             |
| 2023               | Linz (Upper Austria)   | 5ª                 | -52 Kg             |
| 2023               | Almada (Portugal)      | 7ª                 | -52 Kg             |
| European Open      |                        |                    |                    |
| Año                | Lugar                  | Medalla            | Categoría          |
| 2023               | Perth (Australia)      | Medalla de oro     | -52 Kg             |
| 2022               | Warsaw (Polonia)       | 5ª                 | -52 Kg             |
| 2021               | Málaga (España)        | Medalla de plata   | -57 Kg             |
| 2021               | Málaga (España)        | Medalla de plata   | -52 Kg             |
| European Cup       |                        |                    |                    |
| Año                | Lugar                  | Medalla            | Categoría          |
| 2022               | Málaga (España)        | Medalla de plata   | -52 Kg             |